# Claudia Cardinale (rose)
ʽClaudia Cardinale’ est un cultivar de rosier obtenu en 1997 par le rosiériste français Dominique Massad pour les roseraies Guillot. Il rend hommage à la grande actrice italienne Claudia Cardinale et fait partie de la collection Générosa. 

## Description
Le rosier présente un buisson mi-érigé, mi-souple au feuillage vernissé et aux rameaux légèrement épineux qui s'élève à 150 cm, parfois plus. Il montre de grandes fleurs (9 cm) jaune clair au cœur plus vif et ambré, les pétales bien turbinés devenant de plus en plus chiffonnés, ce qui lui donne un aspect de rosier romantique. La floraison est remontante tout au long de la saison. Les roses sont parfumées.
Ce rosier est très résistant aux maladies du rosier et supporte des températures hivernales jusqu'à -15 °C. Il est très présent dans les catalogues internationaux et plébiscité pour sa couleur lumineuse et ses excellentes remontées.  